# Województwo krakowskie (1975–1998)
Województwo krakowskie – dawna jednostka podziału administracyjnego Polski ze stolicą w Krakowie, istniejąca w latach 1975–1998. Od 1 czerwca 1975 do 30 czerwca 1984 nosiło nazwę województwo miejskie krakowskie.
Reforma administracyjna wprowadzona 1 czerwca 1975 r. znacznie zmniejszyła powierzchnię województwa krakowskiego. Region obejmował 47 gmin (w tym 10 miast), miał powierzchnię 3254 km². Włączono do województwa miasto Kraków, które dotąd było osobną jednostką podziału administracyjnego stopnia wojewódzkiego.
Do sąsiednich województw przeniesiono:
- część północnych weszła w skład województwa kieleckiego (8 jednostek)
- część wschodnia weszła w skład województwa tarnowskiego (45 jednostek)
- część południowa weszła w skład województwa nowosądeckiego (58 jednostek)
- część północno-zachodnia weszła w skład województwa katowickiego (12 jednostek)
- część zachodnia weszła w skład województwa bielskiego (48 jednostek)

W 1990 roku utworzono na terenie województwa trzy urzędy rejonowe.
| Urząd Rejonowy | Podległe gminy |
| -------------- | --- |
| Kraków         | Alwernia, Biskupice, Czernichów, Drwinia, Gdów, Gołcza, Iwanowice, Jerzmanowice-Przeginia, Kłaj, Kocmyrzów-Luborzyca, Krzeszowice, Liszki, Michałowice, Mogilany, Niepołomice, Skała, Skawina, Słomniki, Sułoszowa, Świątniki Górne, Trzyciąż, Wieliczka, Wielka Wieś, Zabierzów i Zielonki oraz miasta Kraków |
| Myślenice      | Dobczyce, Myślenice, Pcim, Raciechowice, Siepraw, Sułkowice, Tokarnia i Wiśniowa |
| Proszowice     | Igołomia-Wawrzeńczyce, Koniusza, Nowe Brzesko, Proszowice i Radziemice |

Od 1 stycznia 1999 cały jego obszar wchodzi w skład województwa małopolskiego.